# 리태권도
리태권도(李跆拳道)는 한국의 태권도를 가르치는 오스트레일리아의 무예 학교이다. 정식 명칭은 "Rhee International Taekwondo (Australia)"이다. 외국에서 태권도 원조 사범으로 불리는 이종철이 1960년대에 창시했다. 이종철의 두 형제인 이종협과 이종윤은 나중에 1970년대에 그를 돕기 위해 오스트레일리아로 왔다. 
CC Rhee는 '호주 태권도의 아버지' 라는 칭호를 주장하며, 리 태권도는 호주 최초이자 최대 규모의 태권도 학교로 널리 알려져 있다. 호주에는 적어도 294개의 공개된 도장(수련장)이 있으며, 약 1,400개의 도장이 있을 것으로 추정된다. 몇몇 호주 무술 학교 설립자들은 이종철 학교에서 기본적인 태권도 훈련을 받았다. 리태권도(李跆拳道)는 '독립 무술 단체'로, 한때 국제태권도연맹 (ITF)에 소속되어 있었으나 [c] 세계태권도연맹 (WTF)과는 아무런 관련이 없다. [d]